# Tyrrell 003
Tyrrell 003 — спортивный автомобиль, разработанный конструктором Дереком Гарднером для участия в сезоне 1971 года Формулы-1. Это был существенно изменённый Tyrrell 001: были переработаны носовая часть болида и монокок, увеличена колесная база.

## История

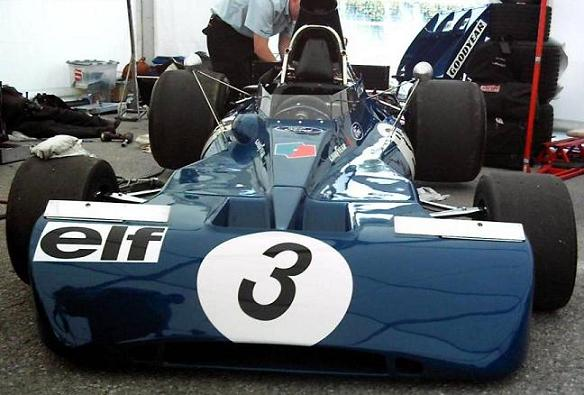
Тиррелл 003

В сезоне 1971 года Tyrrell и Джеки Стюарт имели колоссальное преимущество над ближайшими конкурентами — командами Lotus и Ferrari, завоевав второй титул Чемпиона мира уже после шестой гонки. Его партнер по команде Франсуа Север оказывал поддержку чемпиону, и смог победить однажды на трассе Уоткинс-Глен. Стюарт и Север использовали различные типы шасси в течение 1971 и 1972 годов. Стюарт использовал особое шасси 003, в то время как Север управлял Tyrrell 002.
В сезоне 1972 года в команду Lotus вернулся Эмерсон Фиттипальди, который сумел отвоевать у Стюарта титул чемпиона Мира. Tyrrell 003 ничего не смог противопоставить Lotus 72. В результате Фиттипальди финишировал с большим преимуществом, набрав больше очков, чем смогли в сумме набрать оба пилота Tyrrell.
В сезоне 1973 года Tyrrell 003 был заменен моделью Tyrrell 005. Tyrrell 003 стал одной из наиболее успешных моделей команды.

## Результаты в гонках
| Год  | Команда          | Двигатель         | Шины | Пилоты | 1   | 2    | 3    | 4   | 5   | 6   | 7   | 8    | 9    | 10  | 11  | 12  | Место | Очки |
| ---- | ---------------- | ----------------- | ---- | ------ | --- | ---- | ---- | --- | --- | --- | --- | ---- | ---- | --- | --- | --- | ----- | ---- |
| 1971 | Elf Team Tyrrell | Ford Cosworth DFV | G    |        | ЮАР | ИСП  | МОН  | НИД | ФРА | ВЕЛ | ГЕР | АВТ  | ИТА  | КАН | США |     | 1     | 73   |
| 1971 | Elf Team Tyrrell | Ford Cosworth DFV | G    | Стюарт |     | 1    | 1    | 11  | 1   | 1   | 1   | Сход | Сход | 1   | 5   |     | 1     | 73   |
| 1972 | Elf Team Tyrrell | Ford Cosworth DFV | G    |        | АРГ | ЮАР  | ИСП  | МОН | БЕЛ | ФРА | ВЕЛ | ГЕР  | АВТ  | ИТА | КАН | США | 2     | 51   |
| 1972 | Elf Team Tyrrell | Ford Cosworth DFV | G    | Стюарт | 1   | Сход | Сход |     |     | 1   | 2   | 11   |      |     |     |     | 2     | 51   |

| Легенда к таблице |                                                                    |
| --- | ------------------------------------------------------------------ |
| В таблице перечислены результаты всех Гран-при Формулы-1, в которых использовался автомобиль. Строками таблицы являются сезоны, столбцами — этапы чемпионата мира. В каждой клетке указаны сокращённое название этапа и результат, дополнительно обозначенный цветом. Расшифровка обозначений и цветов представлена в нижеследующей таблице. |                                                                    |
| \| Пример \| Описание \| \| ------------ \| ------------------------------------------------------------------ \| \| 1 \| Победитель \| \| 2 \| Второе место \| \| 3 \| Третье место \| \| 5 \| Финишировал, заработав очки \| \| Сход \| Не финишировал, но при этом заработал очки \| \| 12 \| Финишировал, не получив очков \| \| НКЛ \| Финишировал, но не попал в финальную классификацию \| \| 15 \| Участвовал вне зачёта, либо по отдельной классификации \| \| 18 \| Не финишировал, но попал в финальную классификацию \| \| Сход \| Не финишировал \| \| НКВ \| Не прошёл квалификацию \| \| НПКВ \| Не прошёл предквалификацию \| \| ДСК \| Дисквалифицирован \| \| ИСК \| Исключён из протокола соревнований \| \| ТТ \| Заявлен для участия только в тренировках \| \| НС \| Участвовал в квалификации, но не стартовал в гонке \| \| Т \| Травмирован или болен \| \| ОТК \| Отказ от участия \| \| НТР \| Прибыл на соревнования, но на трассу не выезжал \| \| НПР \| Был заявлен в числе участников, но не прибыл к началу соревнований \| \| О \| Соревнования отменены \| \| \| Не участвовал \| \| Поул-позиция \| \| \| Быстрый круг \| \| |                                                                    |
| Пример | Описание                                                           |
| 1 | Победитель                                                         |
| 2 | Второе место                                                       |
| 3 | Третье место                                                       |
| 5 | Финишировал, заработав очки                                        |
| Сход | Не финишировал, но при этом заработал очки                         |
| 12 | Финишировал, не получив очков                                      |
| НКЛ | Финишировал, но не попал в финальную классификацию                 |
| 15 | Участвовал вне зачёта, либо по отдельной классификации             |
| 18 | Не финишировал, но попал в финальную классификацию                 |
| Сход | Не финишировал                                                     |
| НКВ | Не прошёл квалификацию                                             |
| НПКВ | Не прошёл предквалификацию                                         |
| ДСК | Дисквалифицирован                                                  |
| ИСК | Исключён из протокола соревнований                                 |
| ТТ | Заявлен для участия только в тренировках                           |
| НС | Участвовал в квалификации, но не стартовал в гонке                 |
| Т | Травмирован или болен                                              |
| ОТК | Отказ от участия                                                   |
| НТР | Прибыл на соревнования, но на трассу не выезжал                    |
| НПР | Был заявлен в числе участников, но не прибыл к началу соревнований |
| О | Соревнования отменены                                              |
| | Не участвовал                                                      |
| Поул-позиция |                                                                    |
| Быстрый круг |                                                                    |